# N326 (België)
De N326 is een gewestweg in de Belgische provincie West-Vlaanderen. De weg ligt volledig op grondgebied van de gemeente Zuienkerke. De weg heeft een totale lengte van ongeveer 5 kilometer.

## Traject
De N326 loopt vanaf de N371 naar het westzuidwesten. Na het dorpscentrum van Zuienkerke gaat de N326 over de Vaart van Blankenberge om vervolgens aan te sluiten op de N307.